# Estádio Bislett
Bislett Stadion é um estádio esportivo em Oslo, capital da Noruega, o mais tradicional e famoso estádio do pais, palco da quebra de mais sessenta recordes mundiais de atletismo e de quinze recordes de patinação de velocidade, também usado como estádio de futebol desde sua abertura em 1922. Reformado totalmente em 2005, é hoje um dos mais modernos estádios de atletismo do mundo, com instalações confortáveis para atletas e 15 400 espectadores sentados.
Utilizado primeiramente para jogos de futebol, nas instalações que existiam no local mesmo antes de sua construção definitiva, Bislett passou a receber grandes eventos internacionais de patinação e atletismo nos anos 40 do século XX, sendo palco de diversos recordes ali estabelecidos ao longo das décadas, em sua famosa pista de apenas seis raias, única no mundo – depois da reforma em 2005 passou a ter as oficiais oito raias – para eventos internacionais. Nos anos 50 recebeu inovações por ocasião dos Jogos Olímpicos de Inverno de 1952 em Oslo, onde sua pista foi usada para patinação no gelo. Em Bislett, que deixou de sediar competições de patinação nos anos 80, também ainda se realizam partidas de futebol, porém com a fama do estádio ligada profundamente ao atletismo, poucos times costumam realizar suas partidas no local, considerando não ser mais um local apropriado para o esporte.
Local dos Bislett Games desde 1965, evento anual de atletismo da World Athletics, ali já foram quebrados dezenas de recordes mundiais por atletas como Sebastian Coe, Haile Gebrselassie e Grete Waitz. Em 27 de julho de 1985, num único dia, três recordes mundiais foram quebrados no estádio. Em 2008, a etíope Tirunesh Dibaba, multicampeã olímpica e mundial, manteve a tradição ao estabelecer ali o novo recorde mundial dos 5000 metros femininos. Em 2021, o norueguês Karsten Warholm quebrou ali, na frente seu público,  o recorde mundial dos 400 metros com barreiras. Lá também é disputada a Dream Mile, durante os Bislett Games, a mais famosa corrida da milha do mundo – 1609 m – transmitida ao vivo para todo o planeta pela rede de televisão americana ABC. 
Em 1999, a revista esportiva Sports Illustrated incluiu o antigo estádio de Bislett como uma das vinte instalações esportivas mais importantes do século XX.